# Scott Wise
Scott Wise (Pocatello, 30 ottobre 1958) è un attore, ballerino e coreografo statunitense.
È noto soprattutto come interprete di musical a Broadway e tra le sue numerosi apparizioni sulla scena newyorchese si ricordano: A Chorus Line (1981), Cats (1984), Song and Dance (1985), Carrie (1988), Jerome Robbins' Broadway (1989), Guys and Dolls (1993), Damn Yankees (1994), Victor/Victoria (1995), Fosse (1998) e Allegiance (2015). Per la sua performance in Jerome Robbins' Broadway ha vinto il Tony Award al miglior attore non protagonista in un musical.
È sposato con la ballerina Elizabeth Parkinson.

## Filmografia
- Chorus Line, regia di Richard Attenborough (1985)
- Chicago, regia di Rob Marshall (2002)